# جواو بيدرو سيلفا (تريثلت)
جواو بيدرو سيلفا (بالبرتغالية: João Silva‏) هو تريثلت برتغالي، ولد في 15 مايو 1989 في Benedita, Portugal ‏ في البرتغال.

## وصلات خارجية
- الموقع الرسمي
- جواو بيدرو سيلفا على موقع اتحاد الترياتلون الدولي (الإنجليزية)
- جواو بيدرو سيلفا على موقع أوليمبيديا (الإنجليزية)